# Чавинь (община, Намчами)
Чавинь (вьет. Trà Vinh) — высокогорная община в уезде Намчами, провинция Куангнам, Вьетнам.

## География
Площадь общины — 38,87 км². Основной рельеф — холмистый и горный со множеством ручьёв и рек. Большая часть занята лесами, участки сельского хозяйства малы и разбросаны по территории.
Чавинь находится 17 км к юго-западу от административного центра уезда, и граничит:
- на севере — с общиной Чаван,
- на юге — с провинцией Контум,
- на западе — с общиной Чазон,
- на востоке — с провинцией Куангнгай.

## Население
Численность населения в 2019 году — 1921 человек. По данным на 2013 год 98,5 % населения составляли седанги (вьет. ca dong).

## Административный состав
В общине 4 деревни: 1, 2, 3, 4. Администрация общины расположена в деревне 1.
Неясен статус почти 62 км² территории и 10 км границы между провинциями Контум и Куангнай. Часть деревень 3 и 4 находятся в общине Дакнен уезда Конплонг провинции Контум, что вызывает значительные организационные и бытовые неудобства, такие, как посещение детьми школ. В Контуме оказались более 1030 жителей и 238 домохозяйств деревни 3. Переговоры по решению этой проблемы продолжаются между администрациями провинций с 2008 года.

## Инфраструктура
Асфальтированная дорога есть только к деревне 1. К остальным ведут тропы, дороги только строятся или запланированы, а 15-километровый участок не запланирован вовсе. Как источник электричества используются в основном малые гидроэлектростанции, централизованное электричество есть только в деревне 1. Там же есть детский сад, полноценные начальная и средняя школы. 4 сельские школы в других деревнях плохо оборудованы и не могут обеспечить достаточный уровень образования.
Из-за сложного рельефа и удалённости в большинстве деревень нет связи, лишь одна деревня находится в зоне покрытия оператора Viettel.

## Экономика
Доля бедных домохозяйств — 83 % (на 2014 год).
Основу экономики составляет сельское хозяйство. Площадь возделываемых земель — 15,53 га. Производится рекультивация заболоченных земель, что сократило вырубку леса для освобождения земли под сельское хозяйство. В основном выращивается рис с одним урожаем в год, а в последнее время также и корица, акация, арека, ротанговые и банановые деревья. Начинает развиваться животноводство.